# ハーディ郡 (ウェストバージニア州)
ハーディ郡（英: Hardy County）は、アメリカ合衆国ウェストバージニア州の北東部に位置する郡である。2010年国勢調査での人口は14,025人であり、2000年の12,669人から10.7%増加した。郡庁所在地はムーアフィールド市（人口2,544人）であり、同郡で人口最大の都市でもある。ハーディ郡は1786年にハンプシャー郡から分離して設立され、郡名はバージニア州の著名人サミュエル・ハーディに因んで名付けられた。

## 歴史
ハーディ郡となった地域を最初に訪れたヨーロッパ人は1725年のジョン・バン・ミーターだった。最初期のヨーロッパ人開拓地は1730年代に設立された。
ハーディ郡は1786年にバージニア州の一部として設立された。1863年にウェストバージニア州が州に昇格したとき、これに付いてその郡となった。
ハーディ郡にはアフリカ系アメリカ人の歴史が豊富であり、南北戦争以前に多くの自由黒人が住んでいた。

## 地理
ハーディ郡をポトマック川南支流が流れ、その周りに景観の良いバレーを造っている。このバレーは幅が数マイルあり、その肥沃さが農業に向いていた土地を含んでいる。この地域では農業と牧畜業が常に雇用を生んできており、トウモロコシ、小麦、リンゴ、モモ、メロンなどの作物と牛や鶏が重要な利益を生んできた。トラクター農業が重要な役割を果たす中で、各過程は小さな庭園を持っている。
バレーの両側は高い山であり、地形は荒く、樹木が多い。野生生物も豊富におり、狩猟が気晴らしと食肉の供給源になっている。冬の雪は強風で吹き付けられ、吹きだまりが無数にできる。
ポトマック川南支流は清澄な流れであり、極めて広く、多くの場所では十分な深さがある。魚が多く、また景観の良い場所が多い。通常は穏やかな川が低い岸から上がってバレーに広がったときには、周辺の豊かな土地を包み、奪っていく。この川はバレーを流れる間に地質的に特別の様相を示す。数千年前には山を切り通して反対側に流れることもなかったが、それがきれいに抜ける水路を造っている。これが現在は狭く樋のような隙間となり、長さ約7マイル (11 km) に渡る「ザ・トラフ」と呼ばれるものである。現在この谷は数百フィートの深さがあり、両岸のほぼ垂直な岩壁の間を南支流が細く流れている
南支流バレーの中央部は高い山に囲まれ、南支流サウスフォークの合流点東に位置している所に郡庁所在地のムーアフィールド市がある。1860年には静かな農業地であり、人口は約1,500人だった。この時期には橋が無く、南支流を渡るとすれば、3マイル (5 km) ほど上流を渉るか、いつも忙しい渡し船を使うしかなかった。ムーアフィールドと交流があった主な町はピーターズバーグ、ロムニー、ニュークリーク（現在のカイザー）であり、ニュークリークとの間には駅馬車が走っていた。
アメリカ合衆国国勢調査局に拠れば、郡域全面積は584平方マイル (1,512.6 km2)であり、このうち陸地583平方マイル (1,510.0 km2)、水域は1平方マイル (2.6 km2)で水域率は0.19%である。

### 主要高規格道路
- アメリカ国道48号線
- アメリカ国道220号線
- ウェストバージニア州道28号線
- ウェストバージニア州道29号線
- ウェストバージニア州道55号線
- ウェストバージニア州道59号線
- ウェストバージニア州道259号線

### 隣接する郡
- ハンプシャー郡 - 北
- フレデリック郡 (バージニア州) - 東
- シェナンドー郡 (バージニア州) - 南東
- ロッキンガム郡 (バージニア州) - 南
- ペンドルトン郡 - 南西
- グラント郡 - 西

### 国立保護地域
- ジョージ・ワシントン国立の森（部分）
- アメリカ合衆国国定電波静穏帯（部分）

## 人口動態
以下は2000年国勢調査による人口統計データである。
| 基礎データ - 人口: 12,669人 - 世帯数: 5,204 世帯 - 家族数: 3,564 家族 - 人口密度: 8人/km2（22人/mi2） - 住居数: 7,115軒 - 住居密度: 5軒/km2（12軒/mi2） 人種別人口構成 - 白人: 96.87% - アフリカン・アメリカン: 1.93% - ネイティブ・アメリカン: 0.16% - アジア人: 0.14% - その他の人種: 0.23% - 混血: 0.67% - ヒスパニック・ラテン系: 0.66% 年齢別人口構成 - 18歳未満: 23.3% - 18-24歳: 7.6% - 25-44歳: 28.8% - 45-64歳: 25.4% - 65歳以上: 14.9% - 年齢の中央値: 39歳 - 性比（女性100人あたり男性の人口） - 総人口: 97.5 - 18歳以上: 96.7 | 世帯と家族（対世帯数） - 18歳未満の子供がいる: 29.6% - 結婚・同居している夫婦: 56.1% - 未婚・離婚・死別女性が世帯主: 8.6% - 非家族世帯: 31.5% - 単身世帯: 27.0% - 65歳以上の老人1人暮らし: 12.2% - 平均構成人数 - 世帯: 2.42人 - 家族: 2.92人 収入と家計 - 収入の中央値 - 世帯: 31,846米ドル - 家族: 37,003米ドル - 性別 - 男性: 28,032米ドル - 女性: 18,798米ドル - 人口1人あたり収入: 15,859米ドル - 貧困線以下 - 対人口: 13.1% - 対家族数: 10.5% - 18歳未満: 13.1% - 65歳以上: 20.2% |

## 都市と町

### 法人化市と町
- ムーアフィールド - 郡庁所在地
- ウォーデンズビル

### 未編入の町
| - アーカンザス - ベイカー - ベイソア - バス - ボーマンセトルメント - ビーンセトルメント | - ブレイク - カニンガム - ダーゴン - フィッシャー - フラッツ - フォートラン | - インカーマン - ケッセル - ロストシティ - ロストリバー - マチアス - マッコーリー | - マクニール - ミラム - ニードモア - オールドフィールズ - ペリー - ペルー | - リグ - ロックオーク - ロックランド - タナリー - テイラー - ウォルナットボトム |